# 八橋ショッピングセンター
八橋ショッピングセンター（やばせショッピングセンター）は、秋田県秋田市八橋大道東にあるショッピングセンター。秋田市に本社を置くスーパーのマルダイとサンデーが共同で管理・運営をしている。愛称は「パブリ」または「ショッピングセンターパブリ」。

## 概要
秋田市八橋の帝国石油秋田鉱業所（現在は、INPEXの完全子会社である、INPEX JAPAN東日本鉱業所 秋田鉱場）の敷地の一部を利用して、マルダイとサンデーが共同で開発したのが「八橋ショッピングセンター」である。
マルダイ八橋店とサンデー秋田八橋店を核店舗として、秋田県で唯一の店舗であるゲオスーパーブックス、秋田県での第1号店に当たる 三宝亭やコメダ珈琲店、理容cut-Aなどが単独店舗で並んでいる。
2009年3月5日にユニクロの秋田市第1号店「ユニクロ秋田八橋店」が閉店。翌日の3月6日に秋田市茨島一丁目の国道13号沿いに新築、移転し「ユニクロ秋田茨島店」としてオープン。「ユニクロ秋田八橋店」は、「FOOTPARK八橋店」を運営するGOVリテイリングが、ファミリー向けカジュアル衣料ブランドg.u.の秋田県第1号店「ジーユー秋田八橋店」として、3月20日にオープンした。
愛称のパプリは、「八橋」の「八」(パ）と、橋（ブリッジ）から名づけ、パブリック（公共）の意味も持つ。
当ショッピングセンターの敷地は半楕円形をしているが、元々は1914年（大正3年）から開催された、秋田県畜産組合主催の八橋競馬場の跡地である。1939年（昭和14年）の軍馬資源保護法の公布により廃止。1948年（昭和23年）から1955年（昭和30年）にかけて秋田競馬場として再開されたものである。

## 沿革
- 1998年（平成10年）9月10日 - 「八橋ショッピングセンター」オープン。
- 2003年（平成15年）
  - 3月12日 - 「三宝亭八橋店」オープン。
  - 12月1日 - 「ミスタードーナツ八橋パブリショップ 」オープン。
- 2009年（平成21年）
  - 3月5日 - 「ユニクロ秋田八橋店」閉店。
  - 3月20日 - 「ジーユー秋田八橋店」オープン。
- 2010年（平成22年）
  - 1月11日 - 「FOOTPARK八橋店」閉店。
  - 2月10日 - 「Seria秋田八橋店」オープン。
  - 2月16日 - 秋田県と株式会社サンデーにて､災害時における生活必需物資の供給に関する協定を締結[2]。
- 2018年（平成30年）2月28日 - 「コメダ珈琲店秋田八橋店」オープン
- 2021年（令和3年）
  - 10月7日 - 改装工事のため「マルダイ八橋店」18時にて閉店。
  - 10月8日-22日  - 「マルダイ八橋店」休業。
  - 10月23日 - 「マルダイ八橋店」増床リニューアルオープン[3]。

## テナント
- マルダイ八橋店
  - ミスタードーナツ 八橋パブリショップ
  - ペンギンベーカリーCoco秋田八橋店
  - 宇佐美ドライクリーニングマルダイ八橋店
  - 花徳八橋店
  - サンカメラマルダイ八橋店
  - ビューティーサロンシャトーパブリ店
  - ATM
    - 秋田銀行本店営業部マルダイ八橋店出張所
    - 北都銀行本店営業部マルダイ八橋店出張所
    - ゆうちょ銀行仙台支店マルダイ八橋店内出張所
    - 秋田なまはげ農業協同組合秋田県農協ビル支店[4]マルダイ八橋店出張所
- サンデー秋田八橋店
  - ATM
    - イオン銀行ATM管理店サンデー秋田八橋店出張所
- Seria秋田八橋店
- 八橋チャンスセンター
- 理容cut-A秋田八橋店
- ジーユーパブリ八橋店
- ゲオスーパーブックス八橋店
- 南部家敷八橋店
- 三宝亭八橋店
- 珈琲所コメダ珈琲店秋田八橋店

## アクセス

### 自家用車
- JR秋田駅西口から約15分

### 路線バス
- 秋田中央交通「帝石前」停留所下車